# إم إس-دوس
إم إس-دوس (بالإنجليزية: MS-DOS) (اختصار بالإنجليزية لـِ Microsoft-Disk Operating System) هو نظام تشغيل للحواسيب من إصدار شركة مايكروسوفت، أصدرت منه الشركة ثمان إصدارات رئيسية ابتداءً من عام 1981 م إلى أن توقفت عن تطويره عام 2000م واستُبدل تدريجيًا بإصدارات مختلفة من نظام ويندوز.

## لمحة عن إم إس-دوس
هو نظام تشغيل مكون من مجموعة متكاملة من البرامج تقوم بإجراءات التشغيل الضرورية للتحكم بجميع وحدات الحواسيب ذات طراز IBM أو الأجهزة المتوافقة معها، ويطلق.
و عادة ما يحتفظ ببرامج نظام التشغيل الخاصة بنظام دوس على أقراص مرنة كما يتم وضعها على القرص الصلب.

## تاريخ تطوير النظام
تم تطوير إم إس دوس بناءً على نظام سابق هو 86-DOS والمتعارف عليه باسم QDOS (بالإنجليزية: Quick and Dirty Operating System)، تم تطوير نظام QDOS من قبل شركة (بالإنجليزية: Seattle Computer Products) وكانت شركة (بالإنجليزية: Digital Research, Inc) هي صاحبة حقوق النشر لهذا البرنامج وقد تم طرحه في عدد من أجهزة الحاسب الشخصية الأولية مثل Z80 أو CP/m، كانت آي بي إم قد دخلت مجال تطوير الحواسب الشخصية التي كانت شركة أبل تستحوذ عليه من خلال جهاز Microstation التي طورته سابقاً وأرادت آي بي إم الحصول على نظام تشغيل بسيط يتلائم مع متطلبات الحواسب الشخصية التي تعتزم إنتاجها.
حاولت شركة آي بي إم (بالإنجليزية: IBM) شراء حقوق استخدام لنظام QDOS من شركة Digital Research, Inc مقابل 000’250 دولار أمريكي ولكن الصفقة لم تتم، وكانت شركة مايكروسوفت تمتلك حقوقاً غير حصرية لنظام QDOS مقابل 000’25 دولار وقد قامت بتطوير البرنامج لصالح شركة آي بي إم سراً وتحصيل حقوق استخدام له، وفي يونيو عام 1981 وقبل شهر من موعد إطلاق الكمبيوتر الشخصي لشركة آي بي إم قامت شركة مايكروسوفت بشراء حقوق حصرية لهذا النظام مقابل 000’50 دولار وقامت ببيع ترخيصه لشركة آي بي إم وسمي النظام PC-DOS، لاحظ غاري كيلدال مدير Digital Research, Inc أن نظام PC-DOS نسخة مطابقة عن منتجه CP/m وقام بمقاضاة شركة آي بي إم.
في عام 1982 طلبت شركة آي بي إم من مايكروسوفت تطوير نظام تشغيل متوافق للعمل على الأقرص الصلبة ولم تكن الأقراص الصلبة مستخدمة قبل ذلك، وقامت شركة مايكروسوفت بتطوير PC-DOS 2.0، وبحلول مارس من عام 1983 لم يكن هناك سوى القليل من محتوى 86-DOS الأصلي سوى محرر النصوص البدائي EDLIN

## وظائف نظام إم إس-دوس
يقوم نظام التشغيل إم إس-دوس بأداء عدة وظائف مختلفة أبرزها:
- بدء عملية إقلاع (تشغيل) جهاز الحاسوب والقيام بمجموعة من الاختبارات للتأكد من وجودية عتاد الحاسب وسلامة التوصيلات الكهربائية التي تصل الوحدات المختلفة ببعضها.
- قبول وتنفيذ أوامر التشغيل وأوامر الحاسب الآلي التي يتم إدخالها عن طريق لوحة المفاتيح والمسؤولة عن التحكم في جميع أجزاء الحاسب.
- تحويل ونقل البيانات والتعليمات بين الذاكرة الرئيسية والأسطوانات المرنة.
- تمكين المستخدم من الحصول على نسخ إضافية من الملفات ونقلها من أسطوانة مرنة إلى أخرى أو بين الأسطوانات المرنة والقرص الصلب.
- نقل التعليمات والبيانات إلى الطابعة.

قامت شركة مايكروسوفت - إحدى أشهر شركات إنتاج برمجيات الحاسب في العالم - بإنتاج عدة إصدارات من نظام التشغيل إم إس دوس، وبالرغم من وجود إصدارات مختلفة إلا أنه لا يوجد اختلافات كبيرة بينها ويمكن القول أن مختلف إصدارات إم إس دوس واحدة في الأساس من ناحية الإمكانيات التي تنتقل من إصدار إلى أخر وعادة فإن الإصدار الجديد لا يلغى الإصدار الذي قبله.

## إصدارات إم إس دوس
- MS-DOS 1.0 الإصدار الأول والأساسي لنظام التشغيل والمأخوذ عن نظام 86-DOS.
- MS-DOS 1.25 وقد أتاح التعامل مع الأقراص المرنة ذات الوجهين (DS) Double Sides
- MS-DOS 2.0 وفيه أضيفت تحسينات جديدة لتنظيم القرص الصلب.
- MS-DOS 3.0 وفيه تمكن استخدم الأقراص عالية الكثافة وأضاف أوامر جديدة مثل أمر ATTRIB
- MS-DOS 3.1 وقد أتاح التعامل مع الشبكات المحلية
- MS-DOS 3.2 أتاح التعامل مع الأقراص ذات الحجم 3.5 بوصة
- MS-DOS 3.3 أتاح التعامل مع الأقراص ذات الحجم 3.5 بوصة والكثافة العالية وأضاف أوامر جديدة
- MS-DOS 4.0 أضاف إمكانية التعامل مع DOS SHELL وأمر MEM وأتاح التعامل مع عدد أكبر من الملفات

### الإصدار MS-DOS 5.0 والتغيرات الأساسية
تم في الإصدار MS-DOS 5.0 إضافة تحسينات على برنامج DOS SHELL واستخدام منسق نصوص جديد كما أضيفت تحسينات كثيرة للاستفادة من الذاكرة والتعامل مع الذاكرة الإضافية، وأضيفت أوامر جديدة لاسترجاع الملفات المحذوفة أو إعادة القرص إلى حالته السابقة قبل إعادة تشكيله، كما أضيفت تسهيلات في التعامل مع سطر الأوامر تتمثل في الحصول على معلومات مساعدة عن أي أمر أو تخزين الأوامر السابقة واسترجاعها أو تعديلها بسهولة.

### الإصدارات MS-DOS 6.0 - 6.22
تم في الإصدارات الحديثة من إم إس دوس إضافة تحسينات على الإصدار السابق MS-DOS 5.0 وقد أضافت شركة مايكروسوفت تحسينات كثيرة للاستفادة من االذاكرة والتعامل مع الذاكرة الإضافية، كما أضيفت أوامر جديدة مثل أمر SCANDISK والمستخدم لإصلاح أعطال القرص الصلب وأمر DELTREE الذي يستخدم لمسح الفهارس الفرعية بكل محتوياتها.
يوجد في نظام التشغيل الحديث MS-DOS 6.22 أربعة ملفات أساسية تمثل البنية الأساسية للنظام والعمود الفقرى له. هذه الملفات هي:
1. IO.SYS
2. MS-DOS.SYS
3. DBLSPACE.BIN
4. COMMAND.COM

- IO.SYS:

يحتوي هذا الملف علي مجموعة التعليمات والبرامج التي تنظم عمليات الإدخال والإخراج الأساسية.
- MS-DOS.SYS:

و يتكون هذا الملف من برنامج يحوي مجموعة برامج فرعيه صغيره يختص كل منها بمعالجة إحدى العمليات داخل الحاسب ويختص برنامج MS-DOS.SYS بتسهيل تنفيذ برامج التطبيقات على الحاسب ويلاحظ أن اسم هذا الملف مقرون باسم شركة MS وهي الشركة المنتجة لنظام التشغيل،
من خصائص هذين الملفين انه يتم تحميلها في ذاكره الحاسب بمجرد تشغيل الجهاز في كل مرة دون تدخل من المستخدم بواسطة برنامج الإقلاع BOOT ويبقيان في ذاكرة الحاسب بشكل دائم حتى أثناء تنفيذ برامج التطبيقات لان بدونهما لا يمكن إدخال البيانات الخاصة بهذه البرامج آو إخراج المعلومات التي تمت معالجتها بواسطة هذه البرامج
- COMMAND.COM:

يختص هذا الملف بالأوامر المدخلة للحاسب ويقوم باستقبال هذه الأوامر وتنفيذ المطلوب منها عن طريق برامجها الفرعية، ولهذا البرنامج بعض المهام المحددة مثل مهمة تحديد التاريخ عند بداية تشغيل الحاسب، كما يتولى مهمة إظهار محث نظام التشغيل DOS كذلك، ويظهر محث نظام التشغيل إما بالصورة A:\> أو C:> ويبدأ من عندها التعامل مع أوامر النظام بجانب مهمة تنفيذ الأوامر الداخلية لنظام التشغيل.
- DBLSPACE.BIN:

يستخدم هذا البرنامج فقط فيما إذا رغب المستخدم بضغط ملفات القرص الصلب لزيادة مساحة القرص ويقوم بتخزين بيانات القرص قبل الضغط في هذا الملف، وإذا ما رغب المستخدم في إعادة فك الضغط يتم استرجاع البيانات الأولية للقرص من هذا الملف ضمن عملية عكسية.

## مكونات نظام التشغيل
تنقسم مكونات نظام التشغيل في إم إس دوس إلى جزأين وذلك حسب مكان وجودها:
- ROM BIOS: وهو الجـزء الموجـود في الذاكرة الدائمة RESIDENT ROM ووظيفته لإشراف علي العمليات الأساسية والحيوية التي يحتاجها الحاسب ويعمل هذا الجزء باستقلالية عن باقي أجزاء نظام التشغيل بمعنى أن برامجه تعمل بمجرد الضغط على مفتاح التشغيل، وتكون باقى ملفات ال DOS غير موجوده ويتوجب تحميلها قبل أن يصبح العمل علي الجهاز ممكناً، والواقع أن بعض برامج ROM هي التي تقوم بتحميل الجزء الباقى إلى الذاكرة RAM.
- الجـزء الموجود بالاسطوانة DISK RESIDENT: ويشكل الجزء الأساسي من نظام التشغيل ويمكن تقسيمه هو أيضاً إلى جزئيين هما:
  - جزء يتم تحميله في ذاكرة العمل RAM بصفة دائمة وتمثله ثلاثة ملفات تسمى ملفات النظام (بالإنجليزية: System Files) ويعد وجود هذا الجزء ضرورياً لبدء عمل الحاسب.
  - جزء يتم تحميله في ذاكرة العمل RAM عند الحاجة إليه ويتم مسحه منها بمجرد انتهاء التعامل معه وتمثله ملفات برامج أوامر ال«إم إس دوس».

## اقرأ أيضاً
- مايكروسوفت
- آي بي إم
- ويندوز
- نظام تشغيل